# Saurophaganax

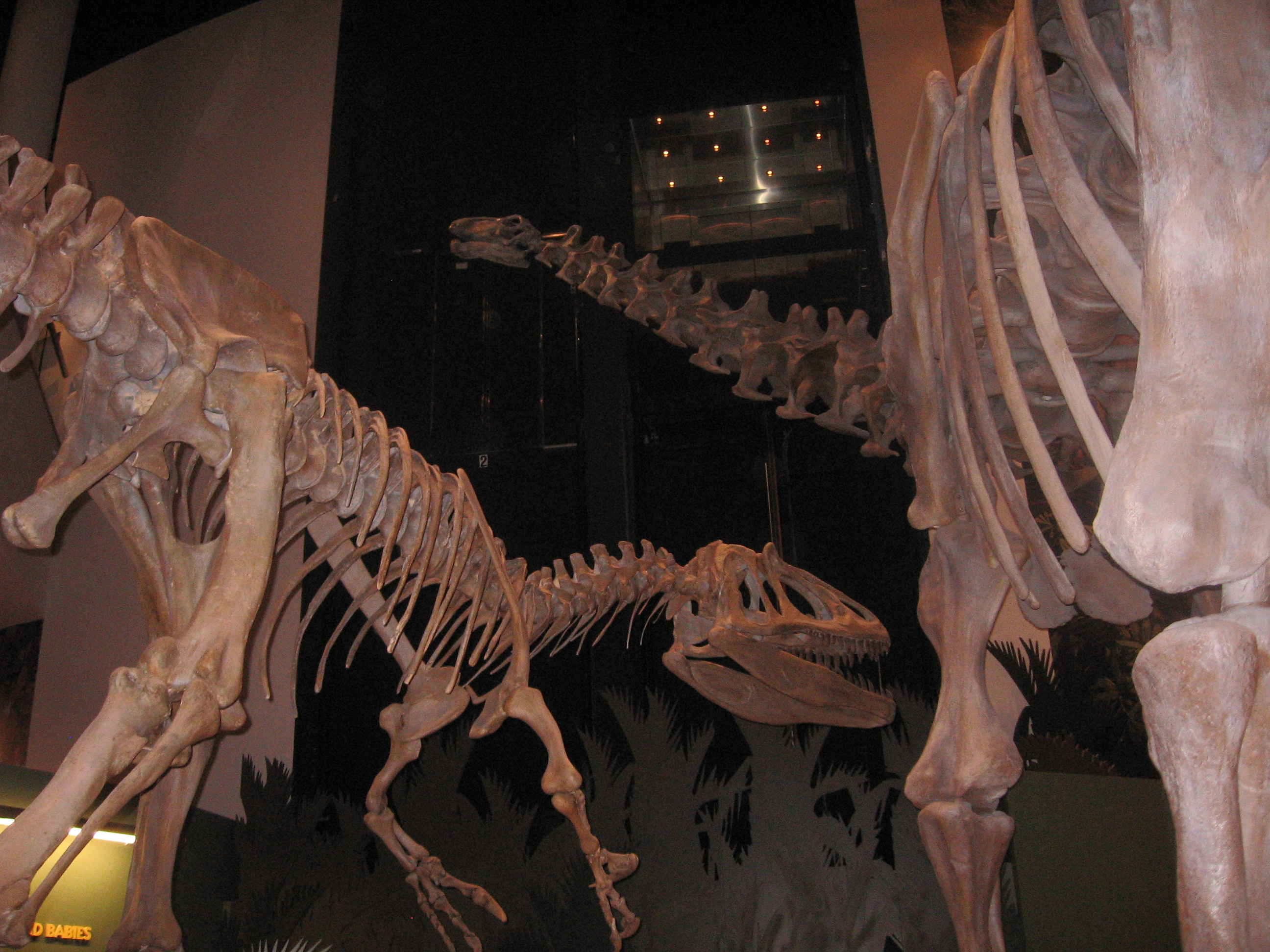
A Saurophaganax és az Apatosaurus csontváza

A Saurophaganax ('a gyíkevők ura', az ógörög σαυρος / szaürosz 'gyík', Φαγειν / phagein 'eszik') az allosaurida dinoszauruszok egyik neme, amely a késő jura időszakban élt Észak-Amerikában, a Morrison Formáció területén. Egyes őslénykutatók szerint az Allosaurus egyik faja (az A. maximus). A Saurophaganax egy igen nagy méretű, (10,5–13 méter hosszú) Morrison-allosaurida volt, melynél a hátcsigolyanyúlványainak aljánál a transzverzális nyúlvány felett vízszintes lemezek helyezkedtek el, emellett pedig „húsdaraboló” tövisnyúlványokkal rendelkezett.

## Osztályozás
Számos, korábban a Saurophagus maximushoz besorolt leletanyag jelenleg a Saurophaganax maximushoz kapcsolható. Az új nemre azért volt szükség, mert a Saurophagus maximus eredeti típuspéldánya nem diagnosztikus, amire Dan Chure leírása is utal. Megjegyzendő, hogy a Saurophaganax maximus típuspéldányát nem tekintik azonosnak (konspecifikusnak) a (nomen dubiumnak számító) Saurophagus maximusszal, így a Saurophaganax nem a Saurophagus másik neve.
A Saurophaganax Oklahoma hivatalos állami fosszíliája, a Sam Noble Oklahomai Természetrajzi Múzeum (Sam Noble Oklahoma Museum of Natural History) Jura csarnokában pedig egy nagy Saurophaganax csontváz látható. A legismertebb Saurophaganax lelet az oklahomai földnyelvről származik, egy combcsontot, több farokcsigolyát és egy csípőcsontot tartalmazó lehetséges Saurophaganax fosszíliát pedig Új-Mexikó állam északi részén fedeztek fel.

## Ősökológia
A Saurophaganax volt a legnagyobb húsevő a késő jura időszaki Észak-Amerikában. A Saurophaganax ismert fosszíliái (a lehetséges új-mexikói és az oklahomai lelet) a Morrison Formáció legkésőbbi részéből származnak, ami vagy arra utal, hogy mindig ritkán fordultak elő vagy pedig arra, hogy csak későn tűntek fel a fosszilis rekordban. A Saurophaganax az allosauridák között nagynak számított, és nagyobb volt kortársainál a Torvosaurus tannerinél és az Allosaurus fragilisnél. A kortársainál ritkábban fordult elő, a Morrison theropoda faunának csak egy vagy annál kevesebb százalékát tette ki, a viselkedése is alig ismert.

## Allosaurus/Saurophaganax
A Saurophaganax azonossága vita tárgyát képezi. Saját nemként írták le, illetve az Allosaurus (A. maximus) fajaként. A bazális tetanuránok legújabb áttekintése elfogadja a Saurophaganaxot külön nemként. Az újabb, Új-Mexikóból származó, és feltehetően a Saurophaganaxhoz tartozó leletanyag talán tisztázhatja a nem helyzetét.

## Fordítás
- Ez a szócikk részben vagy egészben a Saurophaganax című angol Wikipédia-szócikk ezen változatának fordításán alapul.  Az eredeti cikk szerkesztőit annak laptörténete sorolja fel. Ez a jelzés csupán a megfogalmazás eredetét és a szerzői jogokat jelzi, nem szolgál a cikkben szereplő információk forrásmegjelöléseként.

## Külső hivatkozások
- 'Saurophaganax'. The Dinosaur Encyclopaedia. [2009. szeptember 22-i dátummal az eredetiből archiválva]. (Hozzáférés: 2009. október 14.)